# Ragnar Skancke
Ragnar Sigvald Skancke est un ingénieur et homme politique norvégien né le 9 novembre 1890 à Ås et mort le 28 août 1948 à Oslo.
Skancke rejoint le Nasjonal Samling de Vidkun Quisling dès 1933. Cependant, lorsque ce dernier souhaite lui confier le ministère du Travail dans son gouvernement après le coup d'État du 9 avril 1940, Skancke rejette sa proposition. Le Reichskommissar Josef Terboven le nomme conseiller à l'Éducation et aux Affaires ecclésiastiques fin 1940, et lorsque Quisling devient ministre-président, le 1er avril 1942, Skancke devient le ministre de l'Éducation et des Affaires ecclésiastiques de son Gouvernement national.
Après la fin de la Seconde Guerre mondiale, les principaux responsables de la collaboration avec l'Allemagne nazie sont jugés. Skancke fait partie des trente-sept individus condamnés à mort, et il est exécuté le 28 août 1948 à la citadelle d'Akershus. Il est le dernier condamné à mort exécuté en Norvège.